# Авагян, Карен (тяжелоатлет)
Карен Авагян (род. 12 мая 1999 года) — армянский тяжелоатлет. Чемпион Европы 2021 года. Чемпион Европы среди юношей 2016 года.

## Карьера
В 2016 году армянский спортсмен впервые выступил на юношеском чемпионате Европы где занял 1-е место, установив итоговый результат 330 килограммов. Выступал в категории до 85 кг. В этом же году на чемпионате мира среди юношей он занял третье место с результатом 318 кг.
В 2017 и 2018 году выступал на чемпионатах Европы среди молодёжи и оба раза занимал 4-е место, сначала в категории до 85 кг, а затем в категории до 94 кг. 
В апреле 2021 года на чемпионате Европы в Москве, в весовой категории до 89 кг, Карен занял итоговое первое место с результатом 375 килограмм и стал чемпионом Европы. В упражнении «рывок» он сумел завоевать малую золотую медаль с результатом 175 кг, а в упражнении «толчок» с весом 200 кг завоевал малую серебряную медаль.

## Достижения
Чемпионат Европы
| Результат | Вес      | Год  | Место соревнований | Рывок | Толчок | Общий вес |
| Золото    | до 89 кг | 2021 | Москва, Россия     | 175,0 | 200,0  | 375,0     |

## Статистика
| Год                                  | Место                                | Турнир                               | Рывок                                | Рывок                                | Рывок                                | Рывок                                | Толчок                               | Толчок                               | Толчок                               | Толчок                               | Итог                                 | Место                                |
| Год                                  | Место                                | Турнир                               | 1                                    | 2                                    | 3                                    | Место                                | 1                                    | 2                                    | 3                                    | Место                                | Итог                                 | Место                                |
| Чемпионат Европы по тяжёлой атлетике | Чемпионат Европы по тяжёлой атлетике | Чемпионат Европы по тяжёлой атлетике | Чемпионат Европы по тяжёлой атлетике | Чемпионат Европы по тяжёлой атлетике | Чемпионат Европы по тяжёлой атлетике | Чемпионат Европы по тяжёлой атлетике | Чемпионат Европы по тяжёлой атлетике | Чемпионат Европы по тяжёлой атлетике | Чемпионат Европы по тяжёлой атлетике | Чемпионат Европы по тяжёлой атлетике | Чемпионат Европы по тяжёлой атлетике | Чемпионат Европы по тяжёлой атлетике |
| ------------------------------------ | ------------------------------------ | ------------------------------------ | ------------------------------------ | ------------------------------------ | ------------------------------------ | ------------------------------------ | ------------------------------------ | ------------------------------------ | ------------------------------------ | ------------------------------------ | ------------------------------------ | ------------------------------------ |
| 2021                                 | Москва, Россия                       | до 89 кг                             | 165                                  | 170                                  | 175                                  | 1                                    | 200                                  | 204                                  | 204                                  | 2                                    | 375                                  | 1                                    |